# 穆勒陨石坑
穆勒陨石坑（Müller）是月球正面中部高地区的一座小撞击坑，其名称取自以捷克业余天文学家卡尔·米勒（Karl Müller，1866年-1942年），1935年被国际天文学联合会正式批准接受。

## 描述
该陨坑西北毗邻于尔登陨石坑、东北靠近依巴谷环形山、东侧是哈雷陨石坑、东南偏南坐落着阿尔巴塔尼环形山、西南则是托勒密环形山。陨坑中心月面坐标为7°38′S 2°02′E / 7.64°S 2.04°E，直径23.4公里，深度2030米。
穆勒陨石坑的外形呈多边形状，南北方向略长，磨损程序一般，侧壁边缘峻峭清晰，其中：东北侧坑沿较平直，东南侧壁嵌入卫星坑穆勒 C，南侧壁则与卫星坑穆勒 A相连。坑壁平均高出周边地形810米，坑内容积300立方千米。杯形的坑底被一道南北走向的山脊分开。沿穆勒陨石坑西南壁延伸着一条朝向托勒密环形山北壁的的链坑。

## 卫星陨石坑
按照惯例，最靠近穆勒陨石坑的卫星坑在月图上以字母标注在该坑中心点的旁边。

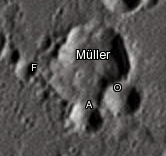
戴维·坎贝尔图片.

| 穆勒 | 纬度   | 经度   | 直径    |
| ---- | ------ | ------ | ------- |
| A    | 8.2° S | 2.1° E | 10 公里 |
| F    | 7.8° S | 1.5° E | 6 公里  |
| O    | 7.9° S | 2.4° E | 11 公里 |